# 禮花彈
禮花彈是一种弹体或效果件从专用发射筒发射到空中产生各种效果的礼花类烟花，燃放时从发射筒发射到空中再爆發出菊花、牡丹、眼淚雨等七彩圖案，屬於中华人民共和国法律之煙花爆竹分級制度下危險性較高的A類煙花，必須由煙火專家負責燃放。
北京奧運會上禮花彈的燃放由電腦控制，曾經在電視上全球聯播。2009年中央电视台电视文化中心火灾即由违法燃放属于A類烟花的禮花彈造成。
北京市已禁止銷售和燃放包括A類禮花彈在内的所有尺寸的禮花彈，因為外表似雞蛋、威力堪比手榴彈、俗稱「小炸彈」的禮花彈屬超標煙花爆竹。